# 푸퉈구 (상하이시)

푸퉈 구의 위치

푸퉈구(한국어: 보타구, 중국어: 普陀区, 병음: Pǔtuó Qū)는 중화인민공화국 상하이시에 위치한 시할구이다. 넓이는 55km2이고, 인구는 2007년 기준으로 860,000명이다.

## 지리
푸퉈 구는 상하이 중심 시구 서북부에 위치하며, 동쪽은 자베이 구, 서쪽은 자딩 구, 남쪽은 징안 구, 북쪽은 바오산 구와 접하고 있다. 구 정부는 다두허로(大渡河路) 1668호에 위치한다.

## 역사
구 이름은 구내를 달리는 푸퉈루에서 유래되었다.

## 행정구역
하부에 6 가도, 3진을 관할하며, 그 하부에 211거 위회와 8촌 위회가 존재한다.
- 가도
  - 長寿路街道
  - 曹楊新村街道
  - 長風新村街道
  - 宜川路街道
  - 甘泉路街道
  - 石泉路街道
- 진
  - 젠루 진(眞如鎭)
  - 장젱 진(長征鎭)
  - 타오푸 진(桃浦鎭)